# Elder Peak
Der Elder Peak ist ein 2360 m hoher Berg in der antarktischen Ross Dependency. In den Churchill Mountains ragt er 10 km südwestlich des Mount Wharton am Nordrand des Chapman-Schneefelds auf.
Das Advisory Committee on Antarctic Names benannte ihn 2003 nach William C. Elder, Topografieingenieur des United States Geological Survey, der an der Erkundung der Churchill Mountains zwischen 1961 und 1962 beteiligt war.